# Геллерт, Эндре

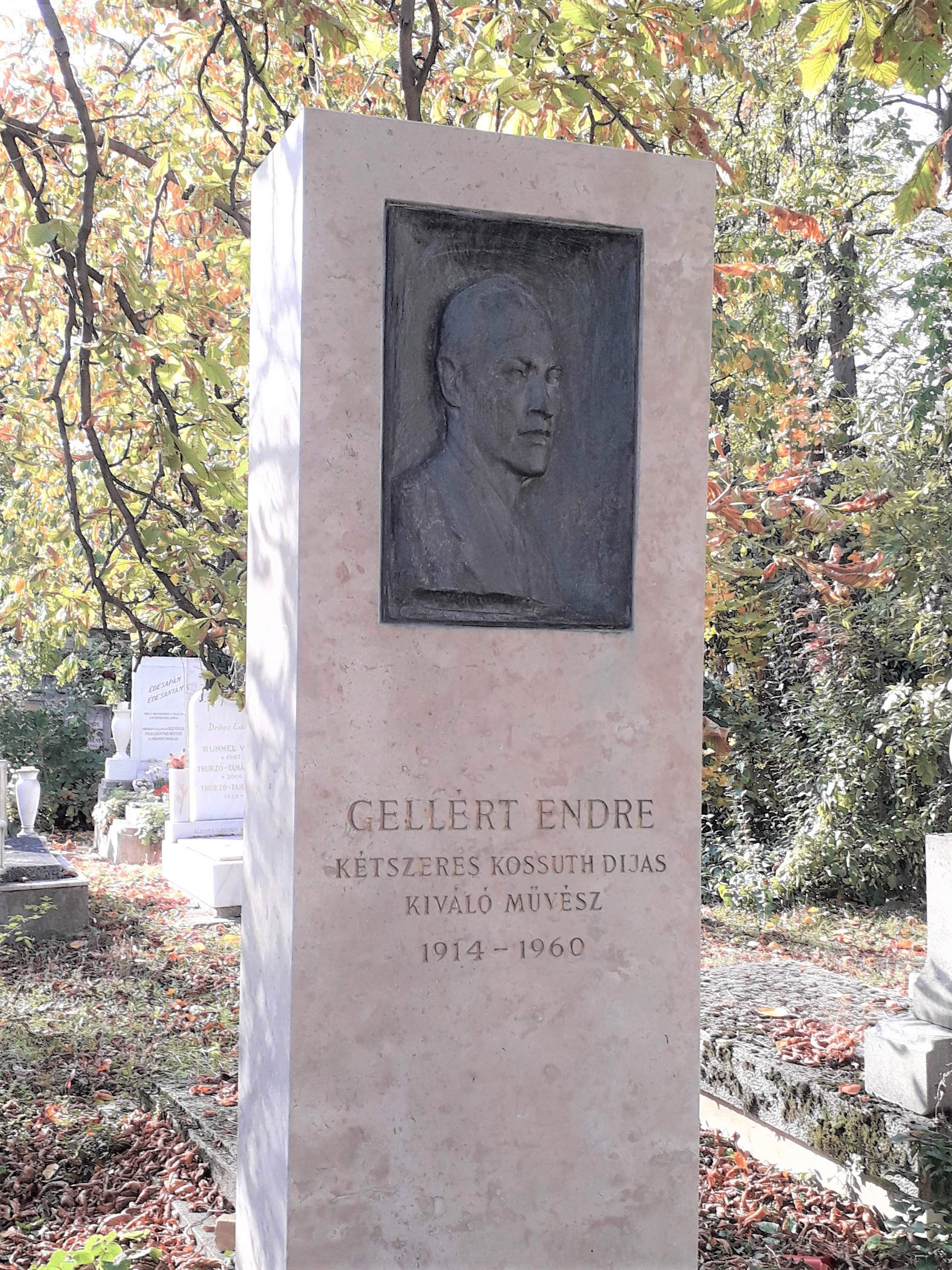
Могила Геллерта на кладбище Фаркашрети

Эндре Геллерт (венг. Gellért Endre; 1 октября 1914, Будапешт — 1 марта 1960, там же) — венгерский театральный деятель, театральный режиссёр
, педагог. Народный артист ВНР (1954). Заслуженный артист Венгрии (1952). Лауреат премии Фаркаша — Ратко (1947).
Дважды лауреат Государственной премии Венгрии имени Кошута (1950, 1953).
Основатель венгерской реалистической школы режиссуры.

## Биография
Сын поэта Оскара Геллерта.
В 1935 году окончил Театральную академию в Будапеште. В 1938 году он стал актером, а затем директором «Независимой сцены» (Független Színpad). Работал у торговца часами, затем в книжном издательстве.
Его призывали в армию в 1939, 1941, 1942 и 1944 годах; если поначалу списывали по состоянию здоровья, то в последний раз ему пришлось бежать самому. С 1945 года — актёр и режиссёр, затем ведущий режиссёр Национального театра в Будапеште.
Пропагандист учения К. С. Станиславского и русской советской драмы.
С именем Геллерта связаны лучшие венгерские постановки пьес Н. В. Гоголя, А. П. Чехова и М. Горького («Ревизор», 1951; «Дядя Ваня», 1952; «Васса Железнова», 1949). Значительны также постановки национальных пьес «Господский пир» Морица (1948), «Трагедия человека» Мадача (1955).
С 1946 года руководил кафедрой актёрского мастерства Театрального института в Будапеште (профессор).
Покончил жизнь самоубийством.